# Coen Moulijn
Coenraadt (Coen) Moulijn (Rotterdam, 15 februari 1937 – aldaar, 4 januari 2011) was een Nederlands voetballer. Hij speelde van midden jaren vijftig tot begin jaren zeventig als linksbuiten bij Feyenoord en het Nederlands elftal.

## Clubvoetbal
Moulijn debuteerde op zijn zeventiende, op 14 maart 1954 thuis tegen NAC (0-2), voor de Rotterdamse club Xerxes waar hij in zijn jeugd Faas Wilkes zag voetballen. Hij was 1,72 m lang en woog 62 kg. De toenmalige linksbinnen toonde aan over talent te beschikken. In de zomer van 1955 kocht stadgenoot Feyenoord de dribbelaar voor 25.000 gulden, destijds een groot bedrag. Met dit bedrag kaapte de stadionclub de speler weg voor de neus van rivaal en stadgenoot Sparta.

### Feyenoord
De thuiswedstrijd tegen MVV op 18 september 1955 was Moulijns eerste wedstrijd in het rood-witte tenue. Hij stond bekend om zijn spectaculaire en vaak onnavolgbare acties op de flanken, maar liet het verdedigen over aan zijn vriend Cor Veldhoen. De publiekslieveling trok tienduizenden mensen naar De Kuip. In zijn beginjaren kon Moulijn een wedstrijd haast in zijn eentje beslissen. Begin jaren zestig informeerde FC Barcelona of Moulijn te koop was, hij ging er niet op in en bleef in Rotterdam. Later liet hij weten dat hij daar spijt van had, als hij toen naar Barça zou zijn gegaan, zou hij volgens zijn overtuiging een stuk beroemder zijn geworden.
Samen met Ove Kindvall was hij de publiekslieveling bij zijn club. In 1970 won hij met Feyenoord, als eerste Nederlandse club, de finale van de Europacup I ten koste van het Schotse Celtic. Enkele maanden later volgde op dit succes het veroveren van de wereldbeker door Estudiantes te verslaan in de finale van de wereldbeker voetbal 1970.
In de latere jaren werd Moulijn afhankelijker van zijn ploeggenoten, maar bleef van waarde in de hoofdmacht. In totaal kwam Moulijn gedurende 17 seizoenen 487 keer uit in competitiewedstrijden van Feyenoord, waarmee hij de clublijst aanvoert. Moulijn won met Feyenoord vijf keer het Nederlands kampioenschap en heeft de Rotterdamse club zien uitgroeien tot Europese grootmacht. Nog tijdens zijn actieve voetbalcarrière begon hij in 1961 een dames- en herenmodezaak aan de Langenhorst in Rotterdam die hij een halve eeuw tot aan zijn dood dreef. Coen Moulijn werd in 1979 benoemd tot Lid van Verdienste van de Sportclub Feyenoord.

## Nederlands voetbalelftal

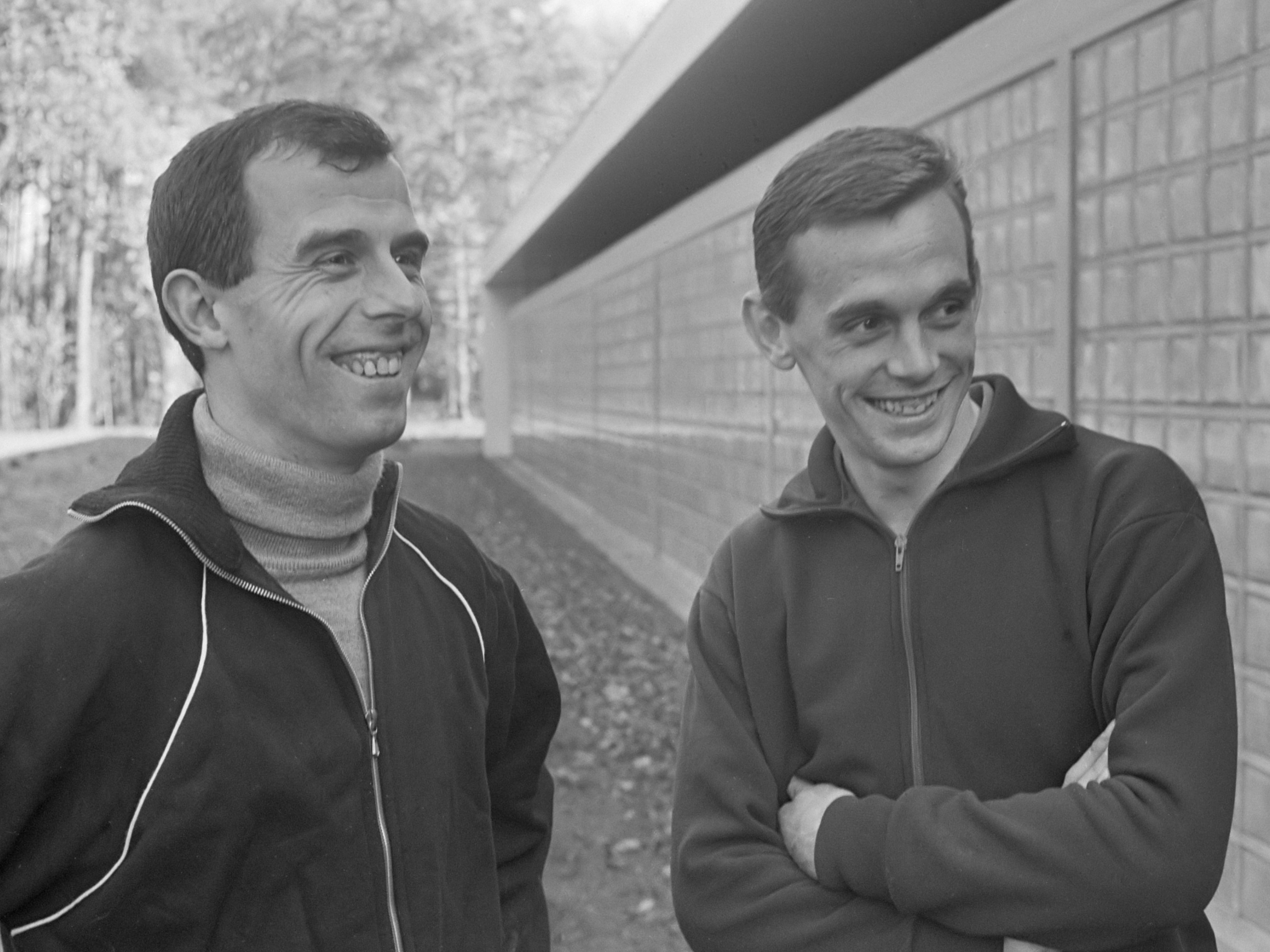
Training van het Nederlands Elftal. Coen Moulijn en Miel Pijs (Eric Koch, 1965)

In het Nederlands elftal speelde Moulijn tussen 1956 en 1969 in zo'n veertien jaar tijd 38 interlands, waarin hij vier doelpunten wist te maken. Doordat de linksbuiten zijn krachten spaarde voor tien beslissende acties per wedstrijd, werd zijn speelstijl vaak verward met wisselvalligheid. Hierdoor twijfelden de bondscoaches vaak aan zijn waarde voor het Nederlands elftal.

## Symbool
Coen Moulijn wordt beschouwd als een belangrijk symbool voor zowel sportclub Feyenoord als voor Rotterdam. Door zijn rol in het eerste voetbalteam van Feyenoord droeg hij sterk bij aan de successen van de club. Hij groeide uit tot misschien wel de grootste vertegenwoordiger van de 'handen uit de mouwen'-mentaliteit van de naoorlogse wederopbouwstad.

## Privé

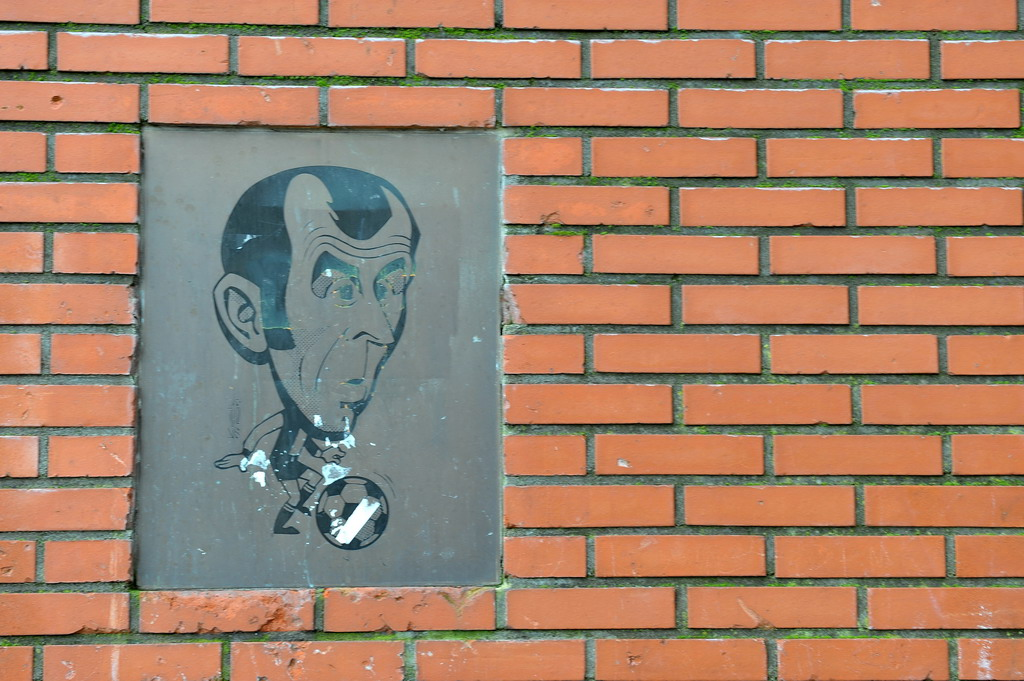
Plaquette in de Bloklandstraat

Moulijn groeide op in de Bloklandstraat in het Oude Noorden van Rotterdam. Het muurtje waar hij in zijn jeugd eindeloos tegenaan had gevoetbald, was befaamd maar viel in de jaren zeventig ten prooi aan de stadsvernieuwing. In 1990 is elders in dezelfde straat een speelplaats voorzien van een (nep)"muur van Coen Moulijn", ontworpen door de kunstenaar Hans Citroen.
In 1971 ontsnapte Moulijn aan de dood, nadat zijn auto werd gegrepen door een rangeertrein. In april 1972 ontstond er een roddel dat Moulijn zelfmoord zou hebben gepleegd. De politie moest eraan te pas komen het gerucht te ontkrachten.
Coen Moulijn werd op nieuwjaarsdag 2011 getroffen door een herseninfarct en overleed drie dagen later op 73-jarige leeftijd aan de gevolgen daarvan.

## Eerbewijzen

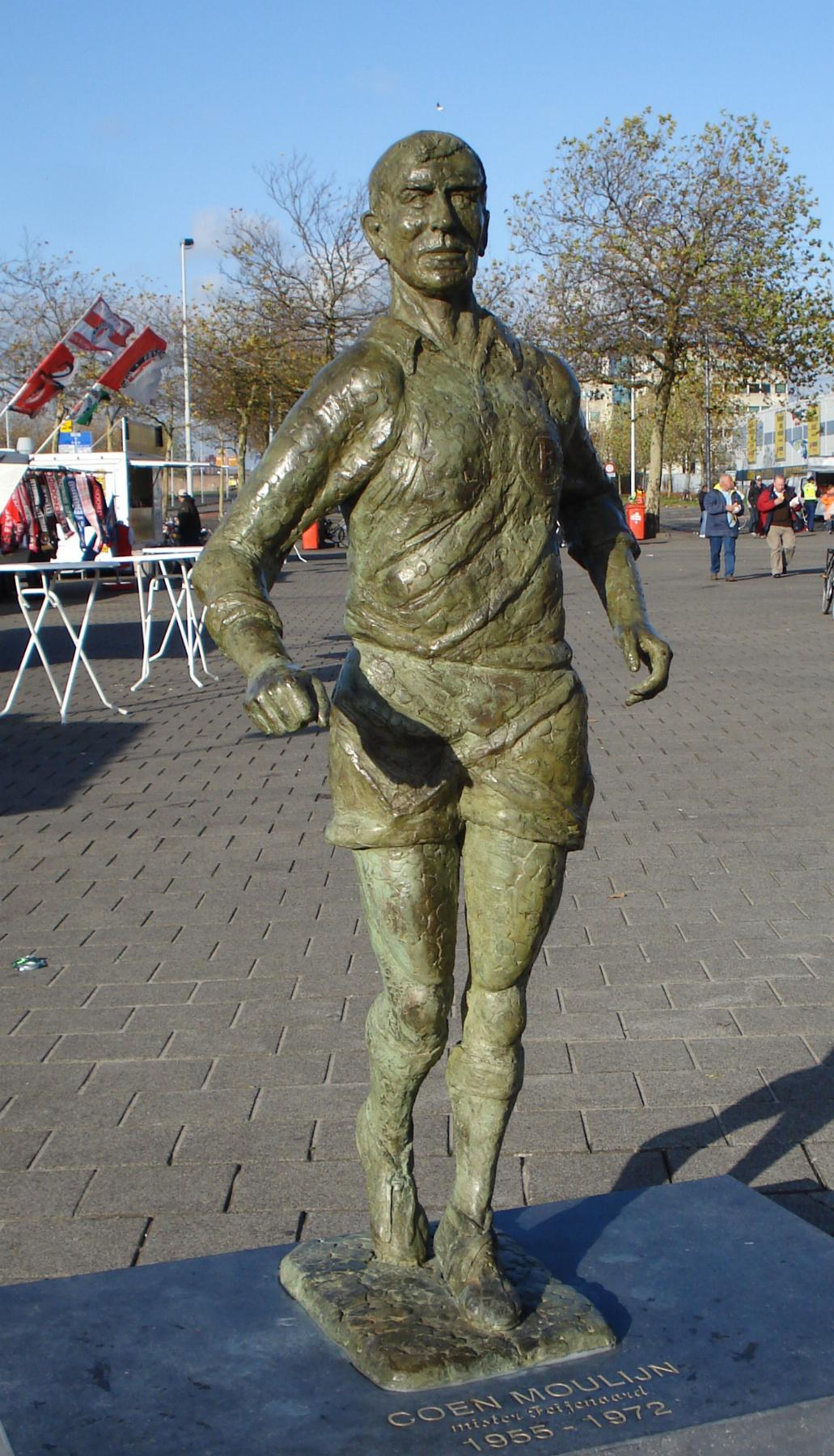
Standbeeld Coen Moulijn voor het Feijenoord-stadion

In oktober 2009 verscheen een biografie van Moulijn. Ook werd een levensgroot standbeeld dat Tom Waakop Reijers maakte van de Rotterdamse volksheld opgesteld op het voorplein van De Kuip (het Stadion Feijenoord). Hij was tevens, sinds 30 april 1970, ridder in de Orde van Oranje-Nassau. In zijn laatste jaren bekeek hij de wedstrijden van Feyenoord in De Kuip vanuit een skybox.
Feyenoord heeft woensdagavond 5 januari 2011 clubicoon Coen Moulijn eer bewezen door voorafgaand aan de wedstrijd om de Zilveren Bal een minuut stilte te houden en door de prijs te winnen. Bij de uitvaart werd de rouwstoet vanaf De Kuip door de binnenstad naar het crematorium gereden. Langs de route stonden door heel de stad Feyenoordsupporters die Moulijn de laatste eer bewezen met brandende fakkels en het zingen van Feyenoordliederen. Voor het stadhuis, waar de meeste Feyenoorders stonden, hing een spandoek met een foto van Moulijn met eronder de tekst Coen jij blijft de grootste.
De Rotterdamse burgemeester Aboutaleb kondigde na het overlijden van Coen Moulijn aan met zijn familie te gaan overleggen over het vernoemen van een straat of plein. Moulijn staat volgens hem symbool voor het Rotterdamse motto Geen woorden maar daden. In 2011 is ervoor gekozen om de aan De Kuip gelegen Marathonweg om te dopen tot Coen Moulijnweg.

### Coen Moulijn Memorial Cup
De Coen Moulijn Memorial Cup is een voetbaltoernooi voor F-pupillen dat vanaf 2012 jaarlijks  wordt georganiseerd om de naam van de overleden voetballer hoog te houden. Het wordt afwisselend gehouden op het sportcomplex van een van de twee de Rotterdamse voetbalverenigingen waar Moulijn ooit voor uitkwam. Ook de op dezelfde dag te spelen vriendschappelijke wedstrijd tussen XerxesDZB en SC Feyenoord is bedoeld ter herinnering en hommage aan mister Feyenoord die zijn sportcarrière bij Xerxes begon.

## Erelijst
| Competitie                 |           |                                             |           |           |
| Competitie                 | Aantal    | Jaren                                       |           |           |
| Feyenoord                  | Feyenoord | Feyenoord                                   | Feyenoord | Feyenoord |
| -------------------------- | --------- | ------------------------------------------- | --------- | --------- |
| Mondiaal                   |           |                                             |           |           |
| Wereldbeker voor clubteams | 1x        | 1970                                        |           |           |
| Internationaal             |           |                                             |           |           |
| Europacup I                | 1x        | 1969/70                                     |           |           |
| Intertoto Cup              | 4x        | 1958, 1959, 1967, 1968                      |           |           |
| Nationaal                  |           |                                             |           |           |
| Eredivisie                 | 5x        | 1960/61, 1961/62, 1964/65, 1968/69, 1970/71 |           |           |
| KNVB beker                 | 2x        | 1964/65, 1968/69                            |           |           |

## Onderscheidingen
- Ridder in de Orde van Oranje-Nassau: 1970

## Trivia
- De Feyenoordmascotte Coentje is naar hem vernoemd.
- Het Jeugdtheater Hofplein in Rotterdam produceerde Feyenoord Forever. Een voorstelling die vertelt over Moulijns jonge jaren en zijn weg naar de top.